# 張默君

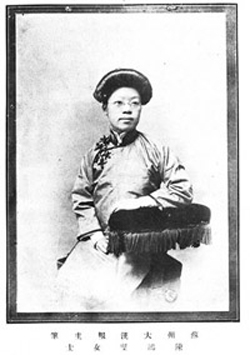
張默君

張默君（1884年10月5日—1965年1月30日）原名昭汉，字漱芳，湖南省湘乡县人，中国民主革命家，妇女运动先驱，中华民国教育家。

## 生平
1884年10月5日，張默君生于湘乡县一个士大夫家庭。其父张伯纯思想开明，反对妇女缠足，张默君保住了一双“天足”。張默君7岁时，父亲张伯纯出资在家乡成立“天足会”。張默君和母亲一同将“天足会”的会章及劝导文件印制了十万多份分发各地，反对妇女缠足，提倡“天足”。
1904年，张默君考入上海务本女校师范科。在校期间，张默君进一步接收新思潮及革命思想影响。1906年6月，经黄兴介绍，张默君加入中国同盟会，并和秋瑾等人在江浙地区从事革命活动。1907年7月15日，秋瑾在绍兴被清政府处决。同年，张默君以第一名的成绩自务本女校毕业，应聘出任江苏粹敏女学教务长。1909年，张默君和革命党人的交往遭清政府察觉。张默君遂与母亲将支援革命党人的枪械及子弹十多箱沉入池塘，避开了清政府的搜查。后来，张默君考入上海圣约瑟女书院。
1911年10月，武昌起义爆发。张默君与父亲张伯纯参与策划了光复苏州的行动，并率起义军攻入江苏巡抚署。江苏巡抚程德全只好宣布江苏独立。此后，张默君倡办红十字会女子救护队、女子北伐队。江苏光复之后，1911年，张默君在苏州可园创办江苏《大汉报》，任社长兼主笔、编辑，每期社论几乎全由其撰写，笔名为“涵秋”、“大雄”，其文笔犀利，报纸很受欢迎。
1912年4月8日，张默君、唐群英等人成立女子参政同盟会，倡导女子参政。不久，张默君从苏州到上海，组织女界协赞会，为革命助饷，张默君还被选为代表，赴南京见孙中山临时大总统。1912年，张默君被孙中山委任为文书主任。返回上海后，张默君创办“神州女界共和协济社”，宗旨为“联合全国女界，普及教育，研究政治、提倡实业，养成共和国完全高尚女国民”，张默君任社长，筹措经费支援南京临时政府，获临时大总统孙中山嘉许。1912年，她在创办《神州女报》的同时，又在母亲帮助下在上海创办神州女学。神州女学依次开设小学、中学、大学专修科班，毕业生1000多人。
1918年，34岁的张默君到欧美考察教育，且入美国哥伦比亚大学学习教育学。其间，在美国组织留美中国学生爱国会，和留法中国学生呼应，支持巴黎和会中国代表为中国争取主权。1920年，游英国、法国、意大利、瑞士等国，撰写《战后之欧美女子教育》一书。归国后，任上海《时报》、《妇女周报》编辑。不久，任江苏省立第一女子师范学校校长。张默君以“真善美”作为该校校训，注重学生品格修养及体格锻炼，还鼓励学生参加校外学术研究、演讲以及其他社团活动，还重视家事教育。在多届全国教育展览中，“宁一女师，无不第一”。1924年，张默君与邵元冲结婚。
1921年，张默君任中国教育改进社女子教育组组长及交际主任，领衔发起“中国平民教育运动”，在各地设平民学校，以扫除文盲，并且在江苏省立第一女子师范学校附设失学妇孺夜校。各省纷起仿效其作法。张默君认为男女受教育机会应当平等，力主大专学校开放女禁，招收女生入学。
1927年，张默君被任命为南京国民政府中央政治会议上海分会教育委员兼杭州市教育局局长。她还曾出任中国妇女协会副委员长。1930年，出任国民政府立法院第二届立法委员。1932年12月15日，出任南京国民政府考试院考选委员会专门委员。后来，历任南京国民政府历届考选委员会委员，直到1948年5月考选委员会撤销。她还曾任中国国民党中央监察委员。
1936年，张默君的丈夫邵元冲在西安事变中身亡，此后张默君一直独身，未再结婚。
1949年以后，张默君寓居台湾。1957年2月5日12時30分，张默君将所藏的50余件古玉捐赠给台北的国立历史博物馆。1964年11月29日因胃出血住院治療，經診斷患有胃癌，1965年1月30日凌晨0時35分，张默君病逝于台湾。

## 著作
张默君是诗人和学者，工诗文，善书法。主要著作有：
- 《默君诗存》
- 《百华草堂诗集》
- 《玉尺楼诗集》
- 《红玉白云山馆词汇》
- 《正气呼天集》
- 《扬灵集》
- 《大凝堂诗》
- 《战后之欧美女子教育》
- 《我之家事教育观》
- 《玉蝶山房墨》

## 家庭
- 父：張通典
- 堂侄：张枣
- 丈夫：邵元冲[3]
- 兒子：邵天倪，張默君曾帶其子參加首都第二屆嬰兒健康比賽。